# Treuzy-Levelay
Treuzy-Levelay és un municipi francès, situat al departament de Sena i Marne i a la regió de Illa de França. L'any 2007 tenia 446 habitants.
Forma part del cantó de Nemours, del districte de Fontainebleau i de la Comunitat de comunes Moret Seine et Loing.

## Demografia

### Població
El 2007 la població de fet de Treuzy-Levelay era de 446 persones. Hi havia 168 famílies, de les quals 36 eren unipersonals (4 homes vivint sols i 32 dones vivint soles), 52 parelles sense fills, 64 parelles amb fills i 16 famílies monoparentals amb fills.
La població ha evolucionat segons el següent gràfic:
Habitants censats

### Habitatges
El 2007 hi havia 204 habitatges, 174 eren l'habitatge principal de la família, 23 eren segones residències i 7 estaven desocupats. 202 eren cases i 2 eren apartaments. Dels 174 habitatges principals, 153 estaven ocupats pels seus propietaris, 16 estaven llogats i ocupats pels llogaters i 5 estaven cedits a títol gratuït; 7 tenien dues cambres, 14 en tenien tres, 44 en tenien quatre i 109 en tenien cinc o més. 141 habitatges disposaven pel capbaix d'una plaça de pàrquing. A 70 habitatges hi havia un automòbil i a 96 n'hi havia dos o més.

### Piràmide de població
La piràmide de població per edats i sexe el 2009 era:
| Homes | Edats   | Dones |
| ----- | ------- | ----- |
| 0     | 95 o +  | 0     |
| 0     | 90 a 94 | 0     |
| 12    | 85 a 89 | 0     |
| 4     | 80 a 84 | 4     |
| 0     | 75 a 79 | 4     |
| 20    | 70 a 74 | 4     |
| 4     | 65 a 69 | 12    |
| 4     | 60 a 64 | 8     |
| 12    | 55 a 59 | 12    |
| 28    | 50 a 54 | 24    |
| 12    | 45 a 49 | 16    |
| 12    | 40 a 44 | 32    |
| 24    | 35 a 39 | 12    |
| 8     | 30 a 34 | 12    |
| 12    | 25 a 29 | 12    |
| 4     | 20 a 24 | 12    |
| 8     | 15 a 19 | 12    |
| 24    | 10 a 14 | 20    |
| 8     | 5 a 9   | 4     |
| 20    | 0 a 4   | 12    |

## Economia
El 2007 la població en edat de treballar era de 305 persones, 242 eren actives i 63 eren inactives. De les 242 persones actives 225 estaven ocupades (125 homes i 100 dones) i 17 estaven aturades (9 homes i 8 dones). De les 63 persones inactives 32 estaven jubilades, 16 estaven estudiant i 15 estaven classificades com a «altres inactius».

### Ingressos
El 2009 a Treuzy-Levelay hi havia 177 unitats fiscals que integraven 461 persones, la mediana anual d'ingressos fiscals per persona era de 22.884 €.

### Activitats econòmiques
Dels 14 establiments que hi havia el 2007, 1 era d'una empresa de fabricació d'altres productes industrials, 2 d'empreses de construcció, 4 d'empreses de comerç i reparació d'automòbils, 3 d'empreses de serveis, 2 d'entitats de l'administració pública i 2 d'empreses classificades com a «altres activitats de serveis».
Dels 3 establiments de servei als particulars que hi havia el 2009, 1 era un paleta, 1 fusteria i 1 perruqueria.
L'únic establiment comercial que hi havia el 2009 era una botiga de menys de 120 m².
L'any 2000 a Treuzy-Levelay hi havia 3 explotacions agrícoles que ocupaven un total de 324 hectàrees.

## Equipaments sanitaris i escolars
El 2009 hi havia una escola elemental integrada dins d'un grup escolar amb les comunes properes formant una escola dispersa.

## Poblacions més properes
El següent diagrama mostra les poblacions més properes.